# Combrit
Combrit é uma comuna francesa na região administrativa da Bretanha, no departamento Finisterra. Estende-se por uma área de 24,08 km². Em 2010 a comuna tinha 4 261 habitantes (densidade: 177 hab./km²).